# Attichy
Attichy [ɑtːiʃi] est une commune française située dans le département de l'Oise en région Hauts-de-France, en vallée de l'Aisne.

## Géographie

### Localisation
La commune est limitrophe du département de l'Aisne, dans l'arrondissement de Compiègne et le département de l'Oise en région Hauts-de-France.
Elle se trouve dans l'aire d'attraction de Compiègne, ainsi que dans sa zone d'emploi et dans son bassin de vie

### Communes limitrophes
Les communes limitrophes sont Berneuil-sur-Aisne, Bitry, Couloisy, Jaulzy, Moulin-sous-Touvent, Saint-Crépin-aux-Bois et Tracy-le-Mont.
| Saint-Crépin-aux-Bois | Tracy-le-Mont    | Moulin-sous-Touvent |
| Berneuil-sur-Aisne    | Attichy          | Bitry               |
|                       | Couloisy Croutoy | Jaulzy              |

### Géologie et relief
D'une superficie de 14,74 km2, l'altitude maximale est de 140 m, à la Borne de l'Arbre, tandis que le point le plus bas, 36 m, correspond au site de la piscine.

### Hydrographie

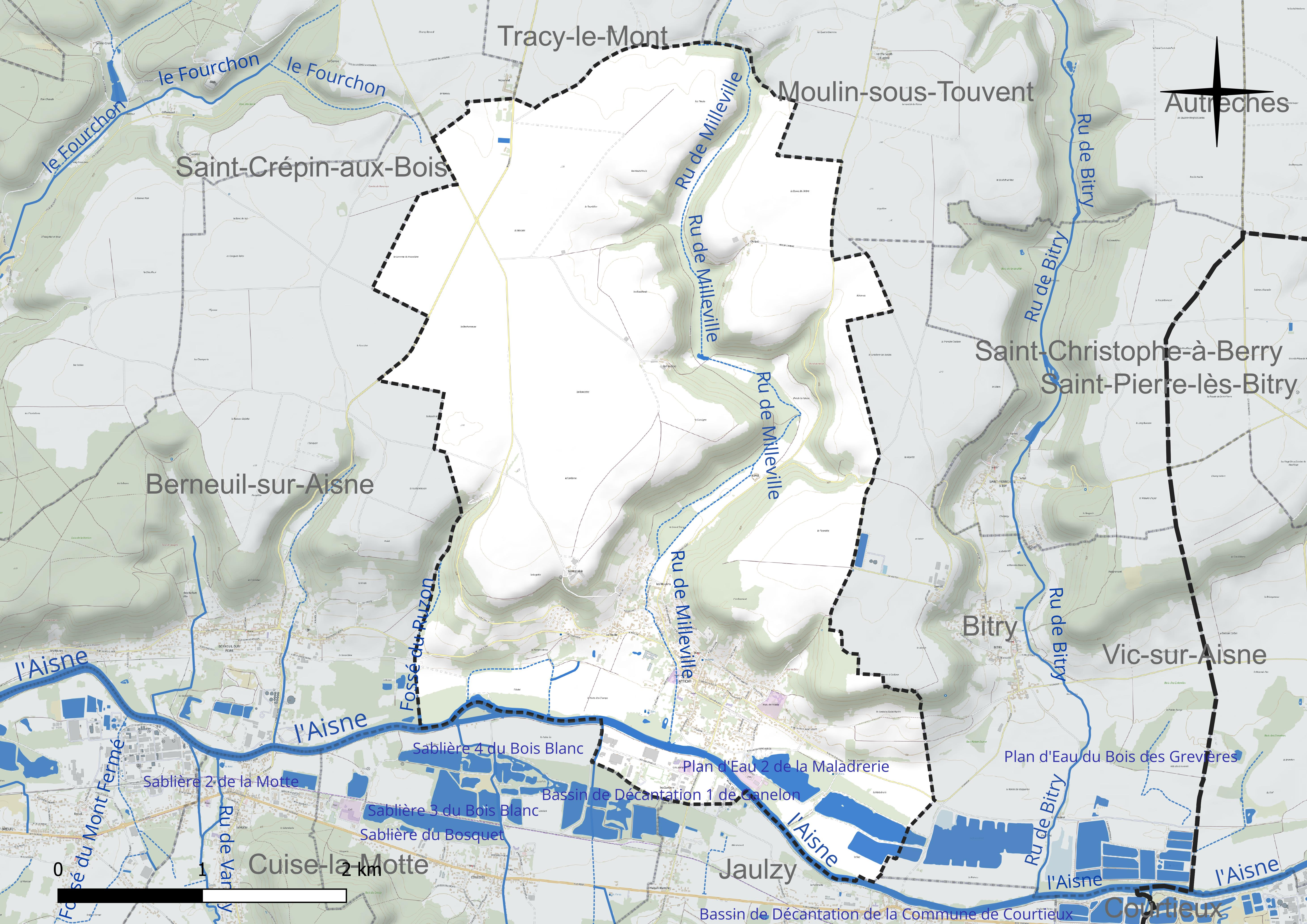
Réseau hydrographique d'Attichy.

La commune est située dans le bassin Seine-Normandie. 
Elle est drainée par l'Aisne, le ru de Milleville, la dérivation de Couloisy, le fossé du Ruzon et un autre petit cours d'eau,.
L'Aisne est un  cours d'eau naturel navigable de 256 km de longueur, traversant les cinq départements Meuse, Marne, Ardennes, Aisne, Oise. Elle est un affluent en rive gauche de l'Oise, ce qui fait d'elle un sous-affluent de la Seine.
Deux plans d'eau complètent le réseau hydrographique : le plan d'eau 1 de la Maladrerie, d'une superficie totale de 10,7 ha (9,6 ha sur la commune) et le plan d'eau 2 de la Maladrerie (7,3 ha),.

### Climat
Pour des articles plus généraux, voir Climat des Hauts-de-France et Climat de l'Oise.
En 2010, le climat de la commune est de type climat océanique dégradé des plaines du Centre et du Nord, selon une étude du CNRS s'appuyant sur une série de données couvrant la période 1971-2000. En 2020, Météo-France publie une typologie des climats de la France métropolitaine dans laquelle la commune est dans une zone de transition entre le climat océanique et le climat océanique altéré et est dans la région climatique Nord-est du bassin Parisien, caractérisée par un ensoleillement médiocre, une pluviométrie moyenne régulièrement répartie au cours de l'année et un hiver froid (3 °C).
Pour la période 1971-2000, la température annuelle moyenne est de 10,6 °C, avec une amplitude thermique annuelle de 15 °C. Le cumul annuel moyen de précipitations est de 727 mm, avec 11,7 jours de précipitations en janvier et 8,5 jours en juillet. Pour la période 1991-2020, la température moyenne annuelle observée sur la station météorologique la plus proche, située sur la commune de Margny-lès-Compiègne à 16 km à vol d'oiseau, est de 11,2 °C et le cumul annuel moyen de précipitations est de 633,5 mm,. Pour l'avenir, les paramètres climatiques de la commune estimés pour 2050 selon différents scénarios d'émission de gaz à effet de serre sont consultables sur un site dédié publié par Météo-France en novembre 2022.

### Paysages
Le territoire communal est principalement composé de champs céréaliers et de bois privés.

## Urbanisme

### Typologie
Au 1er janvier 2024, Attichy est catégorisée bourg rural, selon la nouvelle grille communale de densité à sept niveaux définie par l'Insee en 2022.
Elle est située hors unité urbaine. Par ailleurs la commune fait partie de l'aire d'attraction de Compiègne, dont elle est une commune de la couronne,. Cette aire, qui regroupe 101 communes, est catégorisée dans les aires de 50 000 à moins de 200 000 habitants,.

### Occupation des sols

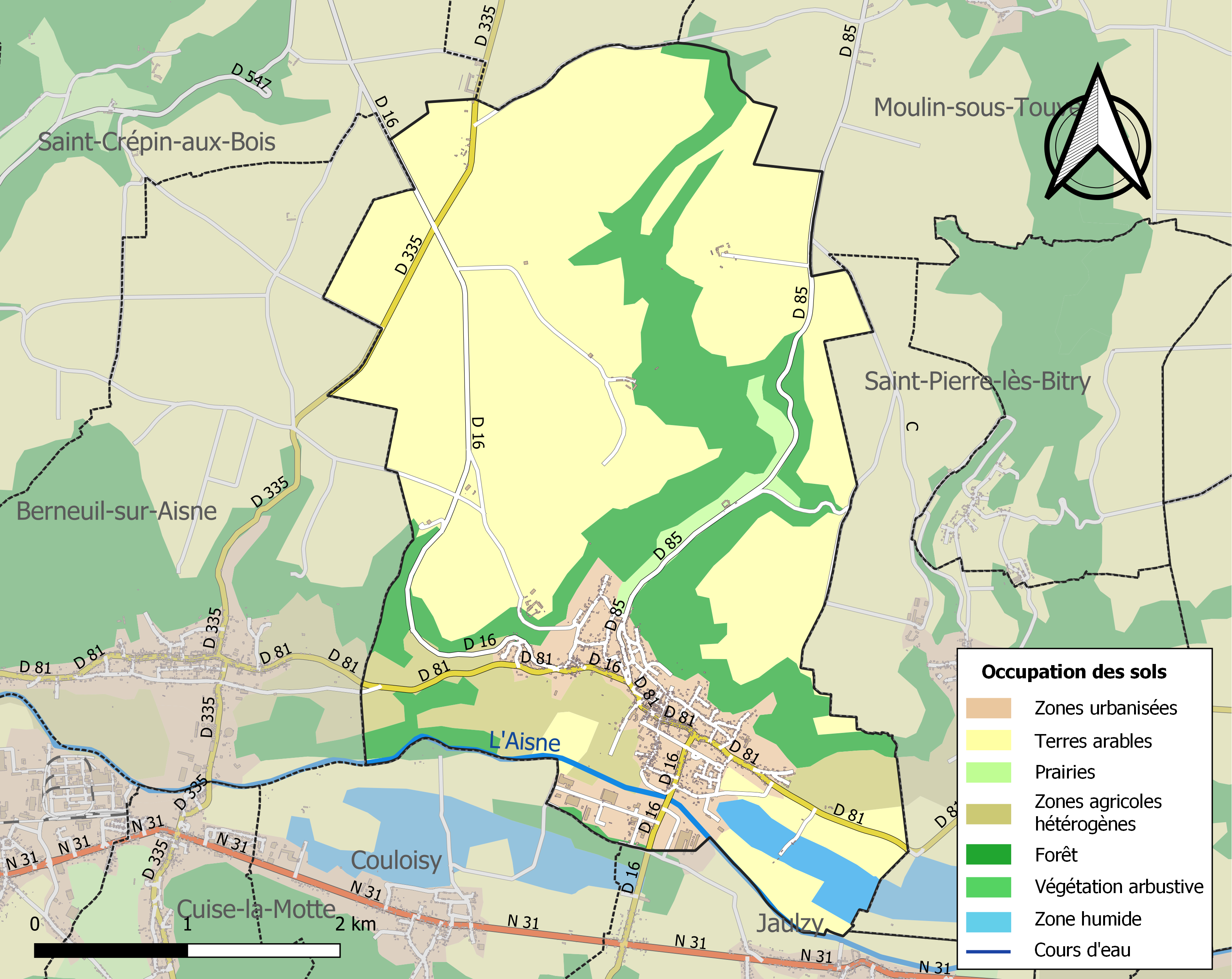
Carte des infrastructures et de l'occupation des sols de la commune en 2018 (CLC).

L'occupation des sols de la commune, telle qu'elle ressort de la base de données européenne d'occupation biophysique des sols Corine Land Cover (CLC), est marquée par l'importance des territoires agricoles (68,4 % en 2018), une proportion sensiblement équivalente à celle de 1990 (68,9 %). 
La répartition détaillée en 2018 est la suivante : terres arables (59,5 %), forêts (20,4 %), zones urbanisées (7,5 %), zones agricoles hétérogènes (7,1 %), eaux continentales (1,9 %), zones industrielles ou commerciales et réseaux de communication (1,8 %), prairies (1,8 %). 
L'évolution de l'occupation des sols de la commune et de ses infrastructures peut être observée sur les différentes représentations cartographiques du territoire : la carte de Cassini (XVIIIe siècle), la carte d'état-major (1820-1866) et les cartes ou photos aériennes de l'IGN pour la période actuelle (1950 à aujourd'hui).

### Lieux-dits, hameaux et écarts
La commune  a la particularité d'englober le hameau de la « Maison Blanche » (commune de Jaulzy), au sud, qui fait le lien avec la route nationale 31.

### Habitat et logement
En 2022, le nombre total de logements dans la commune était de 839, alors qu'il était de 833 en 2016 et de 811 en 2011. 
Parmi ces logements, 89,7 % étaient des résidences principales, 4,5 % des résidences secondaires et 5,8 % des logements vacants. Ces logements étaient pour 85,1 % d'entre eux des maisons individuelles et pour 14,7 % des appartements. 
Le tableau ci-dessous présente la typologie des logements à Attichy en 2022 en comparaison avec celle de l'Oise et de la France entière. Une caractéristique marquante du parc de logements est ainsi une proportion de résidences secondaires et logements occasionnels (4,5 %) supérieure à celle du département (2,4 %) mais inférieure à celle de la France entière (9,7 %). 
| Typologie                                               | Attichy | Oise | France entière |
| ------------------------------------------------------- | ------- | ---- | -------------- |
| Résidences principales (en %)                           | 89,7    | 90,5 | 82,3           |
| Résidences secondaires et logements occasionnels (en %) | 4,5     | 2,4  | 9,7            |
| Logements vacants (en %)                                | 5,8     | 7    | 8              |

### Voies de communication et transport
La commune est tangentée, en rive sud de l'Aisne, par la  RN 31 donnant un accès aisé à Soissons et Compiègne, et à laquelle elle est reliée par la route départementale 16 qui dessert le bourg et donne accès à Villers-Cotterêts et Noyon
Une autre voie, au nord de la rivière, permet de relier Soissons à Compiègne : la combinaison des routes départementales 81 (dans l'Aisne) et 91 (dans l'Oise).
Crépy-en-Valois est accessible en empruntant la route départementale 335 depuis Berneuil-sur-Aisne.
La commune est desservie, en 2023, par les lignes 652, 653, 6302 et 6334 du réseau interurbain de l'Oise.
Les gares les plus proches sont celles de Compiègne (18 km), et de Crépy-en-Valois (28 km). Toutes deux assurent de nombreux trajets quotidiens vers Paris.
- Compiègne permet également la desserte de Noyon, Amiens ou Saint-Quentin.
- Crépy permet de desservir Villers-Cotterêts, Soissons et Laon, et offre aussi la possibilité de rejoindre Reims via Laon.

## Toponymie
Le nom de la localité est attesté sous les formes Aptiacus (vers 858) ; Atteci (1026) ; Girardus de atichio (vers 1102) ; Ateci (1126) ; Adtipiacum villa ; domina de Attriaco (1137) ; in monte de Attichiaco (vers 1140) ; Atichium (1143) ; de atticiaco (1150) ; in monte de Atichi (1167) ; in monte de Attichi (1170) ; Atechi (1170) ; Atichi (1170) ; alodium in ateci (1179) ; Attechi (1185) ; Atichi apud Vicum (1201) ; Renerus de attechi (1243) ; Johanne de Atechi (1210) ; Atechy (1197) ; de atechi (1258) ; Attipiacum villam apud fluvium axonam (XIIIe) ; de athechi (1258) ; in curia domini de Atechi (1332) ; ville datechi (1332) ; in villa de Attechiaco (1268) ; Athechi (1375) ; Atichy (XVe) ; Attechies (XVe) ; Attechy (XVe) ; Attechy sur Aixne (1554) ; Attichy sur Esne (1581) ; Attichy (1667).
Le nom du bourg peut provenir du gaulois attegia désignant une cabane ou une maison gauloise sommaire par opposition à la casa latine. Le nom du village pourrait donc s'appliquer à un groupe de cabanes de bûcherons.
Cependant, certains estiment que l'évolution phonétique n'aurait pas conservé aussi complètement le nom (voir par exemple Athée (Côte-d'Or), Athis-Mons, etc.) et qu'il faudrait plutôt voir un nom d'homme latin, Atticus, ou gaulois, Atepius, renforcé en Attepius car un -t- intervocalique ne se serait pas conservé tel quel avec le suffixe -acum, ce qu'indiquerait la forme peut-être mal latinisée de 858, Aptiacus.

## Histoire

### Antiquité
Vers 250 av. J.-C., le site d'une terrasse dominant l'Aisne (exploité de nos jours comme carrière de granulats) fut utilisé comme nécropole, dans laquelle des archéologues ont découvert en 2009 deux tombes à char parmi onze sépultures.
Au cours de la période gallo-romaine, un noble gaulois de la tribu des Suessions, du nom d'Atticus ou Attipius, fonde sur le site une riche villa. Le bourg qui se développe par la suite autour de la villa portera le nom d'Atticiacum.

### Moyen Âge
Du XIIe siècle au XVe siècle, le domaine d'Attichy est une possession de la maison de Montmorency, avant de passer sous la domination successive de différents seigneurs.
Emile Coët signale l'existence d'un « ancien couvent des Templiers au lieu-dit Le Clos Saint-Jean ».

### Temps modernes
En 1760 et 1784, l'Aisne déborde, causant d'importantes inondations et de grands dommages.
Avant la Révolution française, Attichy relève du bailliage de Villers-Cotterêts, et du présidial de Soissons. « On y comptait cinq cent soixante communiants, et deux cents feux ».

### Révolution française et Empire
Le château d'Attichy appartient à la maison de La Trémoille jusqu'à la Révolution française de 1789.
Entouré de vastes fossés, d'un parc comprenant fontaines et jets d'eau, le château était considérable. Le domaine est démembré en 1789, et le château, après avoir plusieurs fois changé de propriétaires, est démoli au cours de l'année 1796.

### Époque contemporaine
En 1836, Charles François Flobert exploite un ou deux moulins à farine dotée d'une roue verticale,  établis sur le ru de Milville (ru qui traverse une partie du village), qui produisaient annuellement en 1 834 700 hectolitres de farine de blé et de seigle. En 1858, le moulin est transformé par Louis Armand Bride pour en faire une sucrerie, et construit les premiers bâtiments destinés au nouvel usage industriel ainsi qu'un plan incliné permettant l'acheminement des betteraves du plateau agricole à l'usine. L'entreprise est étendue en 1860 et 1868,.
Lors de la guerre franco-allemande de 1870, Attichy subit l’occupation prussienne
La Gare d'Attichy est mise en service en 1881 par la Compagnie des chemins de fer du Nord sur la section de Compiègne à Soissons de la ligne de Rochy-Condé à Soissons, et voit passer  cinq aller-retours Soissons - Compiègne pour les voyageurs jusqu'à la Première Guerre mondiale, ainsi qu'un train de marchandises, facilitant les déplacements des personnes et le transport des marchandises. Un téléphérique est installé entre la gare et la sucrerie pour le transport des betteraves.

Attichy au tout début du XXe siècle
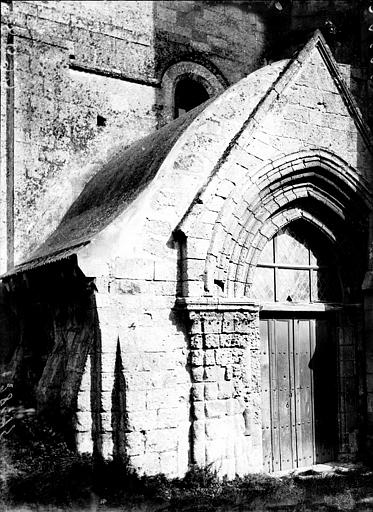
Le portail de l'église Saint-Médard.
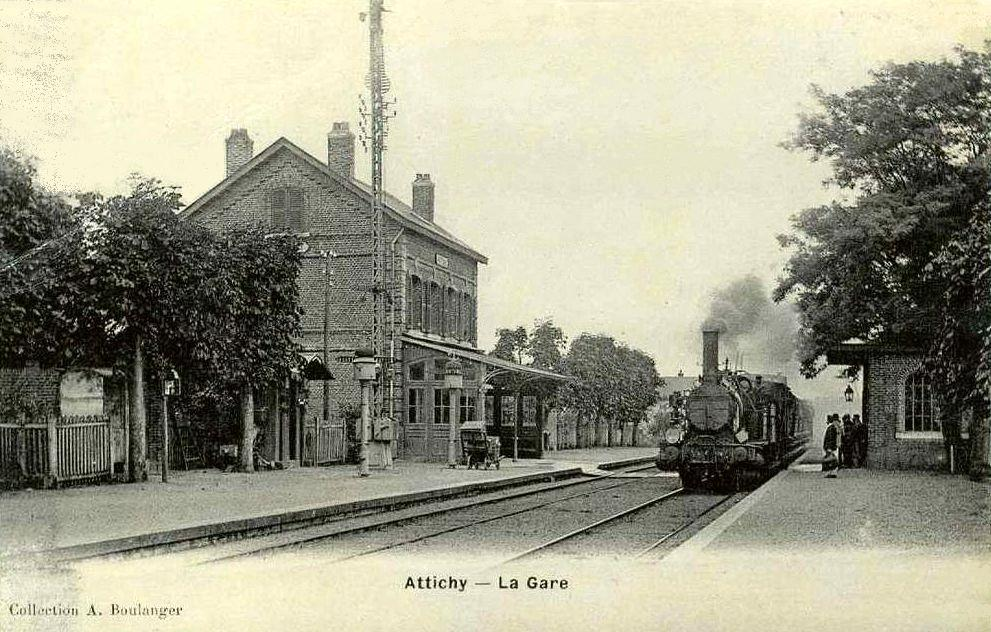
La gare.
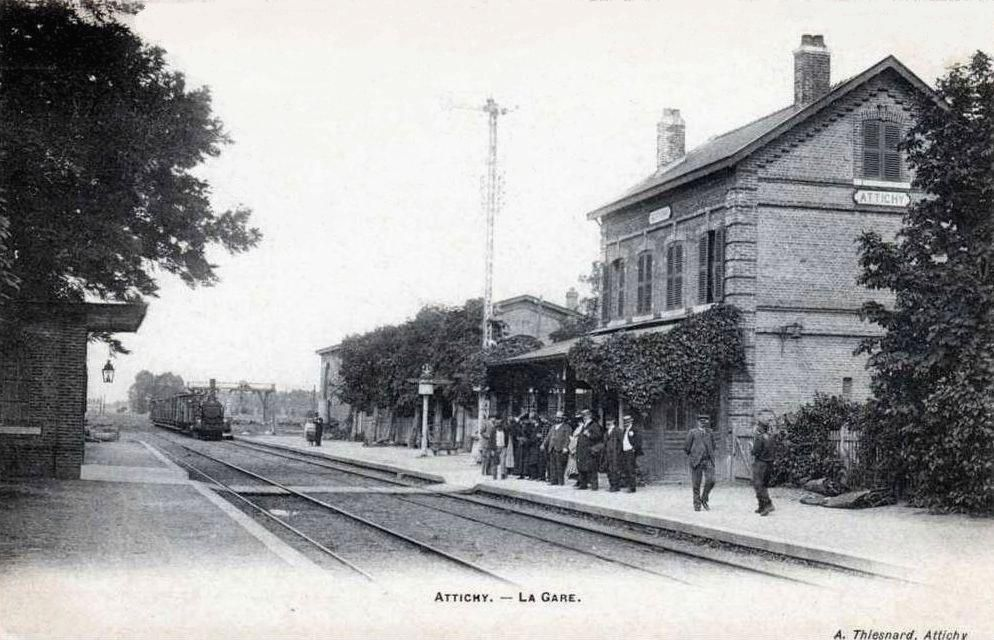
Autre vue de la gare.

En 1911, la sucrerie est connue sous la raison sociale Larangot Frères et devient en 1912 la Société Anonyme Sucrière de Berneuil-sur-Aisne
Durant la Première guerre mondiale, Attichy est la dernière commune habitée avant les lignes, devient zone de cantonnement et de repos et sert de cantonnement aux soldats des 219e, 262e et 318e régiments d’infanterie. Elle subit de nombreux bombardement, la desserte ferroviaire est interrompue, la ligne se trouvant trop près des zones de combats et doit être fermée à l'exploitation. Le bourg subit d'importantes destructions et a  été décoré de la Croix de guerre 1914-1918, le 21 février 1921.

Attichy durant la Première Guerre mondiale
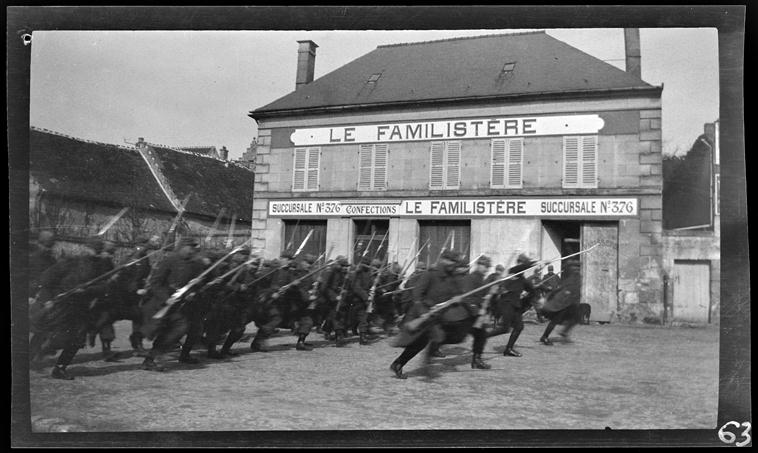
Une charge d'exercice du 262e RI vers octobre 1914
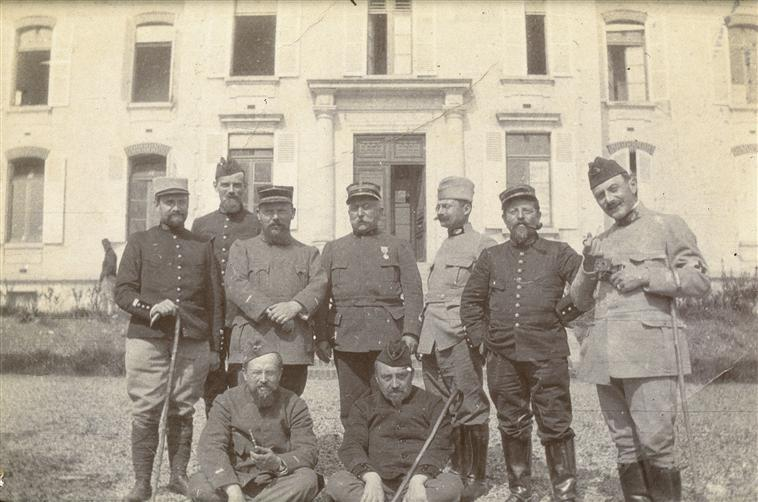
Une équipe de médecins à l'hôpital d'Attichy, vers 1915.
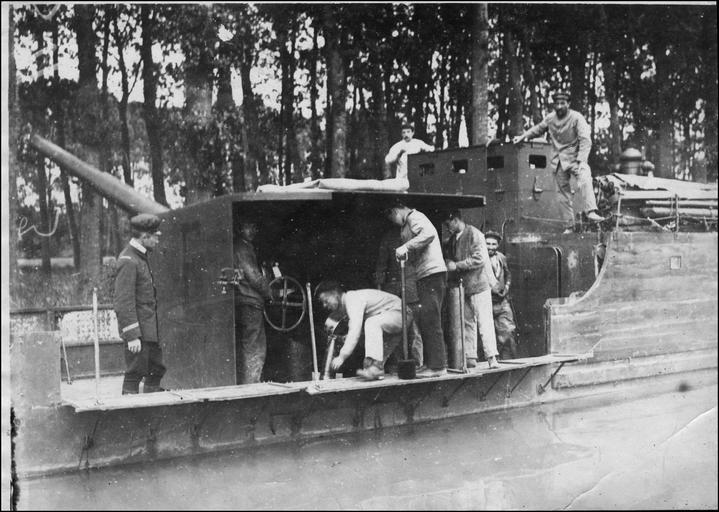
Une canonière sur l'Aisneen 1916.
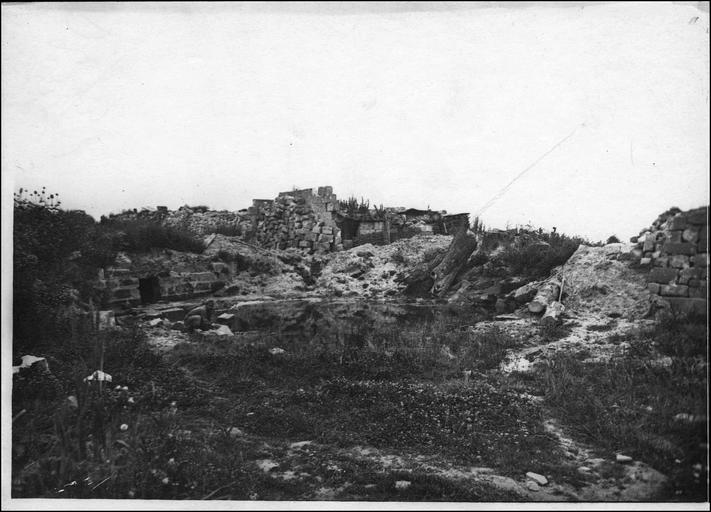
L'emplacement de la Ferme d'attichy, totalement détruite.
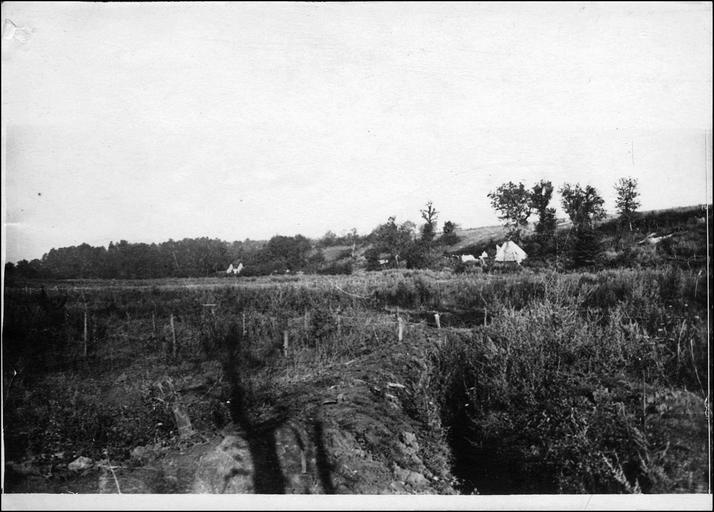
Le hameau de Puisaleine.
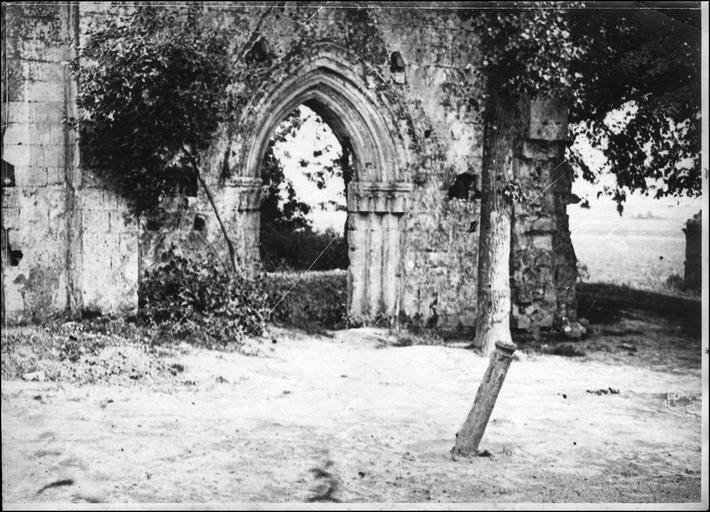
Le portail de l'église Saint-Médard

En 1922 s'installe dans la commune la société des Colles et Gélatines Françaises, spécialisée dans la fabrication de noir animal et desservie par un embranchement ferroviaire,.
En 1936, la sucrerie cesse son activité.
La fréquentation des trains de voyageurs étant devenue trop faible, ils sont supprimés le 10 octobre 1938 dans le cadre d'un programme de fermeture de 10 000 km lié à la création de la SNCF.
Au début de la Seconde Guerre mondiale, Attichy est le lieu d'importants combats les 8 et 9 juin 1940 durant la campagne de Franvce, car l'Aisne est le obstacle à l'invasion allemande avant Paris. Malgré la résistance acharnée du 170e régiment d’infanterie, les régiments d'infanterie allemands  IR 289 et IR 290 parviennent à franchir la rivière. Ces combats ont causé de lourds pertes de part et d’autre. Avec 47 maisons détruites et 220 gravement endommagées, Attichy est une commune particulièrement éprouvée, puis se retrouve en zone occupée pendant quatre ans,. Plusieurs groupes de résistants sont actifs dans la commune. Le 4 mai 1942, le trafic ferroviaire  local de voyageurs est repris en raison de la pénurie de carburant, avec un train marchandises-voyageurs quotidien, et cette desserte cesse définitivement après la Libération.
En 1945, l'armée américaine utilise la gare d'Attichy pour y débarquer des prisonniers allemands. Ceux-ci se rendent à pieds vers le camp de prisonniers établit sur le plateau surplombant, installé sur un ancien aérodrome militaire, sur la commune voisine de Croutoy. Une partie de ce camp est réservée aux soldats mineurs allemands, pour les isoler des adultes. Le camp des mineurs est surnommé Baby Cages et compte environ 10 000 prisonniers. Les enfants-soldats sont soumis à un programme de rééducation. Ces faits sont asseze méconnus, mais ont fait l'objet d'un documentaire de Mary Börch réalisé en 2021 et diffusé sur la chaîne Toute l'Histoire,,.

## Politique et administration

### Rattachements administratifs et électoraux

#### Rattachements administratifs
La commune se trouve dans l'arrondissement de Compiègne du département de l'Oise.
Elle était depuis 1793 du chef-lieu du canton d'Attichy. Dans le cadre du redécoupage cantonal de 2014 en France, cette circonscription administrative territoriale a disparu, et le canton n'est plus qu'une circonscription électorale.

#### Rattachements électoraux
Pour les élections départementales, la commune fait partie depuis 2014 du canton de Compiègne-1.
Pour l'élection des députés, elle fait partie de la cinquième circonscription de l'Oise.

### Intercommunalité
Attichy est le siège de la communauté de communes des Lisières de l'Oise, un établissement public de coopération intercommunale (EPCI) à fiscalité propre créé fin 1999 sous le nom de communauté de communes du Canton d'Attichy et qui a pris sa dénomination actuelle en 2015. 
Cette intercommunalité succède à  au SIVOM créé le 13 octobre 1964 et qui regroupait déjà les communes de l'ancien canton d'Attichy et exerce les compétences que lui ont transférées les communes membres, dans les conditions déterminées par le code général des collectivités territoriales.

### Administration municipale
Le nombre d'habitants au dernier recensement étant compris entre 1 500 et 2 499, le nombre de membres du conseil municipal est de 19.

### Liste des maires
| Période                                  | Période                       | Identité                  | Étiquette   | Qualité |
| ---------------------------------------- | ----------------------------- | ------------------------- | ----------- | --- |
| Les données manquantes sont à compléter. |                               |                           |             | |
|                                          |                               |                           |             | |
| 1814                                     | 1815                          | Jean Isaac Tondu du Metz, |             | Notaire, propriétaire Juge de paix du canton d'Attichy sous le Premier Empire Destitué |
|                                          |                               |                           |             | |
| 1830                                     |                               | Jean Isaac Tondu du Metz, | Droite      | Notaire, propriétaire Conseiller d'arrondissement d'Attichy (1839 → 1848) Député de l'Oise (1848 → 1849) |
|                                          |                               |                           |             | |
|                                          |                               | Charles Louis Weber       |             | Conseiller d'arrondissement d'Attichy (1852 → 1864) |
|                                          |                               |                           |             | |
| 1912                                     | après 1921                    | Théophile Henri Cruard    | Républicain | Médecin Directeur de l'hôpital auxiliaire militaire St-Joseph de Compiège (1915 et une partie de 1916) Conseiller d'arrondissement d'Attichy (1892 → 1904) Conseiller général d'Attichy (1904 → 1913 et 1919 → 1924) Officier de l'Instruction publique Chevalier de la Légion d'honneur |
|                                          |                               |                           |             | |
|                                          |                               | Auguste Victor Hénin      |             | Instituteur retraité Conseiller général d'Attichy (1932 → 1940) |
|                                          |                               |                           |             | |
| 1953                                     | juin 1995                     | Georges Bellanger         |             | Ingénieur géomètre Officier de l'Ordre national du Mérite. Chevalier des Palmes académiques |
| juin 1995                                | octobre 1998                  | Serge Tavart              |             | |
| octobre 1998                             | 2002                          | Michel Chanu              |             | Chevalier de l'Ordre national du Mérite Démissionnaire |
| 2002                                     | En cours (au 31 octobre 2024) | Bernard Favrolle          | DVD         | Ostéopathe Réélu pour le mandat 2026-2026, |

### Jumelages
Attichy est jumelée avec :
- Einhausen (Hesse) (Allemagne) depuis 1992.

## Équipements et services publics

### Enseignement
Attichy est située dans l'académie d'Amiens.
Elle administre une école maternelle et une école élémentaire communales regroupant 226 élèves en 2012-2013.
Le collège d'enseignement secondaire Louis-Bouland, regroupant 567 élèves en 2012-2013, n'est pas situé sur le territoire communal, mais à Couloisy, commune voisine.

### Équipements culturels
Les infrastructures de la commune incluent une bibliothèque municipale et une salle polyvalente.

### Santé
La commune propose les services d'un orthophoniste, d'un ostéopathe et accueille également une pharmacie et deux maisons de retraite.
Pour les soins hospitaliers, les centres les plus proches sont le centre hospitalier de Compiègne-Noyon et le centre hospitalier de Soissons.

### Justice, sécurité, secours et défense
Attichy relève du tribunal d'instance de Compiègne, du tribunal de grande instance de Compiègne, de la cour d'appel d'Amiens, du tribunal pour enfants de Compiègne, du conseil de prud'hommes de Compiègne, du tribunal de commerce de Compiègne, du tribunal administratif d'Amiens et de la cour administrative d'appel de Douai.
La commune accueille une brigade de la gendarmerie nationale ainsi qu'une caserne de pompiers.

## Population et société

### Démographie

#### Évolution démographique
L'évolution du nombre d'habitants est connue à travers les recensements de la population effectués dans la commune depuis 1793. Pour les communes de moins de 10 000 habitants, une enquête de recensement portant sur toute la population est réalisée tous les cinq ans, les populations de référence des années intermédiaires étant quant à elles estimées par interpolation ou extrapolation. Pour la commune, le premier recensement exhaustif entrant dans le cadre du nouveau dispositif a été réalisé en 2008.

En 2022, la commune comptait 1 855 habitants, en évolution de −0,59 % par rapport à 2016 (Oise : +0,87 %, France hors Mayotte : +2,11 %).
| 1793 | 1800 | 1806 | 1821 | 1831  | 1836 | 1841 | 1846 | 1851 |
| ---- | ---- | ---- | ---- | ----- | ---- | ---- | ---- | ---- |
| 888  | 861  | 910  | 947  | 1 006 | 995  | 968  | 950  | 960  |

| 1856 | 1861 | 1866 | 1872 | 1876 | 1881 | 1886 | 1891 | 1896 |
| ---- | ---- | ---- | ---- | ---- | ---- | ---- | ---- | ---- |
| 892  | 950  | 919  | 897  | 873  | 835  | 785  | 811  | 823  |

| 1901 | 1906 | 1911 | 1921 | 1926  | 1931  | 1936  | 1946  | 1954  |
| ---- | ---- | ---- | ---- | ----- | ----- | ----- | ----- | ----- |
| 871  | 889  | 953  | 916  | 1 005 | 1 161 | 1 207 | 1 049 | 1 193 |

| 1962  | 1968  | 1975  | 1982  | 1990  | 1999  | 2006  | 2008  | 2013  |
| ----- | ----- | ----- | ----- | ----- | ----- | ----- | ----- | ----- |
| 1 317 | 1 391 | 1 545 | 1 616 | 1 651 | 1 852 | 1 917 | 1 935 | 1 865 |

| 2018  | 2022  | - | - | - | - | - | - | - |
| ----- | ----- | - | - | - | - | - | - | - |
| 1 894 | 1 855 | - | - | - | - | - | - | - |

#### Pyramide des âges
La population de la commune est relativement âgée.
En 2018, le taux de personnes d'un âge inférieur à 30 ans s'élève à 30,5 %, soit en dessous de la moyenne départementale (37,3 %). À l'inverse, le taux de personnes d'âge supérieur à 60 ans est de 33,4 % la même année, alors qu'il est de 22,8 % au niveau départemental.
En 2018, la commune comptait 908 hommes pour 986 femmes, soit un taux de 52,06 % de femmes, légèrement supérieur au taux départemental (51,11 %).
Les pyramides des âges de la commune et du département s'établissent comme suit.
| Hommes | Classe d’âge | Femmes |
| ------ | ------------ | ------ |
| 1,9    | 90 ou +      | 6,4    |
| 9,3    | 75-89 ans    | 12,3   |
| 17,5   | 60-74 ans    | 19,2   |
| 22,2   | 45-59 ans    | 18,5   |
| 15,2   | 30-44 ans    | 16,4   |
| 17,3   | 15-29 ans    | 12,1   |
| 16,6   | 0-14 ans     | 15,2   |

| Hommes | Classe d’âge | Femmes |
| ------ | ------------ | ------ |
| 0,5    | 90 ou +      | 1,4    |
| 5,5    | 75-89 ans    | 7,6    |
| 15,6   | 60-74 ans    | 16,3   |
| 20,8   | 45-59 ans    | 20     |
| 19,4   | 30-44 ans    | 19,4   |
| 17,6   | 15-29 ans    | 16,2   |
| 20,6   | 0-14 ans     | 19,1   |

### Manifestations culturelles et festivités
La Foire aux Marrons d'Attichy attire chaque dernier week-end d'octobre des milliers de badauds provenant de toutes les communes alentour. En plus d'une fête foraine, cette foire offre la possibilité de déguster les châtaignes locales, ayant donné son nom à l'événement.

### Sports et loisirs
L'équipe locale de football est l'USA (Union sportive d'Attichy) Football.
La commune accueille également un club de tennis, un club nautique, une compagnie d'arc et un club de basket.
Elle dispose en outre d'une piscine en extérieur, ainsi que d'une autre, couverte, sur le territoire de la commune de Couloisy.

### Cultes
Attichy se trouvant non loin du Chemin de Compostelle[Lequel ?], il est de coutume qu'un pèlerinage se déroule à l'église Saint-Médard[réf. nécessaire].

## Économie

### Revenus de la population et fiscalité
En 2010, le revenu fiscal médian par ménage était de 32 681 €, ce qui plaçait Attichy au 9 660e rang parmi les 31 525 communes de plus de 39 ménages en métropole.

### Emploi
En 2009, la population âgée de 15 à 64 ans s'élevait à 1 162 personnes, parmi lesquelles on comptait 72,7 % d'actifs dont 67,5 % ayant un emploi et 5,2 % de chômeurs.
On comptait 685 emplois dans la zone d'emploi, contre 633 en 1999. Le nombre d'actifs ayant un emploi résidant dans la zone d'emploi étant de 790, l'indicateur de concentration d'emploi est de 86,7 %, ce qui signifie que la zone d'emploi offre un peu moins d'un emploi par habitant actif.

### Entreprises et commerces
Au 31 décembre 2010, Attichy comptait 103 établissements : 10 dans l'agriculture-sylviculture-pêche, 8 dans l'industrie, 14 dans la construction, 50 dans le commerce-transports-services divers et 21 étaient relatifs au secteur administratif.
En 2011, sept entreprises ont été créées à Attichy, dont cinq par des autoentrepreneurs.

## Culture locale et patrimoine

### Lieux et monuments
La commune contient un édifice répertorié à l'inventaire des monuments historiques :
- La villa des Avenues  Inscrite MH (2003, partiellement)[58] est une propriété du XVIIIe siècle, comportant une demeure bourgeoise typique du XIXe siècle, une serre, une écurie, une orangerie ainsi que d'autres dépendances. Le jardin est planté de quatre platanes âgés de 250 à 300 ans.

On peut également signaler ; 
- Église Saint-Médard (XIIe et fin XVIe siècle), de style gothique tardif[59],[60] et comprenant notamment :
  - la dalle funéraire à effigie gravée de Nicolas Coquanne, marchand laboureur, mort le 6 février 1573 Classée MH (1913)[61] ;
  - une dalle funéraire de 1579 Classée MH (1913)[62] ;
  - un tableau représentant Jean de Nesles, de style flamand du XVIIe siècle Classé MH (1913)[63]

- les locaux de l'ancienne usine de produits chimiques, spécialisés dans la fabrication de colles et gélatines[32] ;
- l'ancien moulin à farine, transformé par la suite en sucrerie betteravière[26] ;
- le jardin de la ferme de Morenval, aménagé vers 1930 après sa destruction[64].

### Personnalités liées à la commune

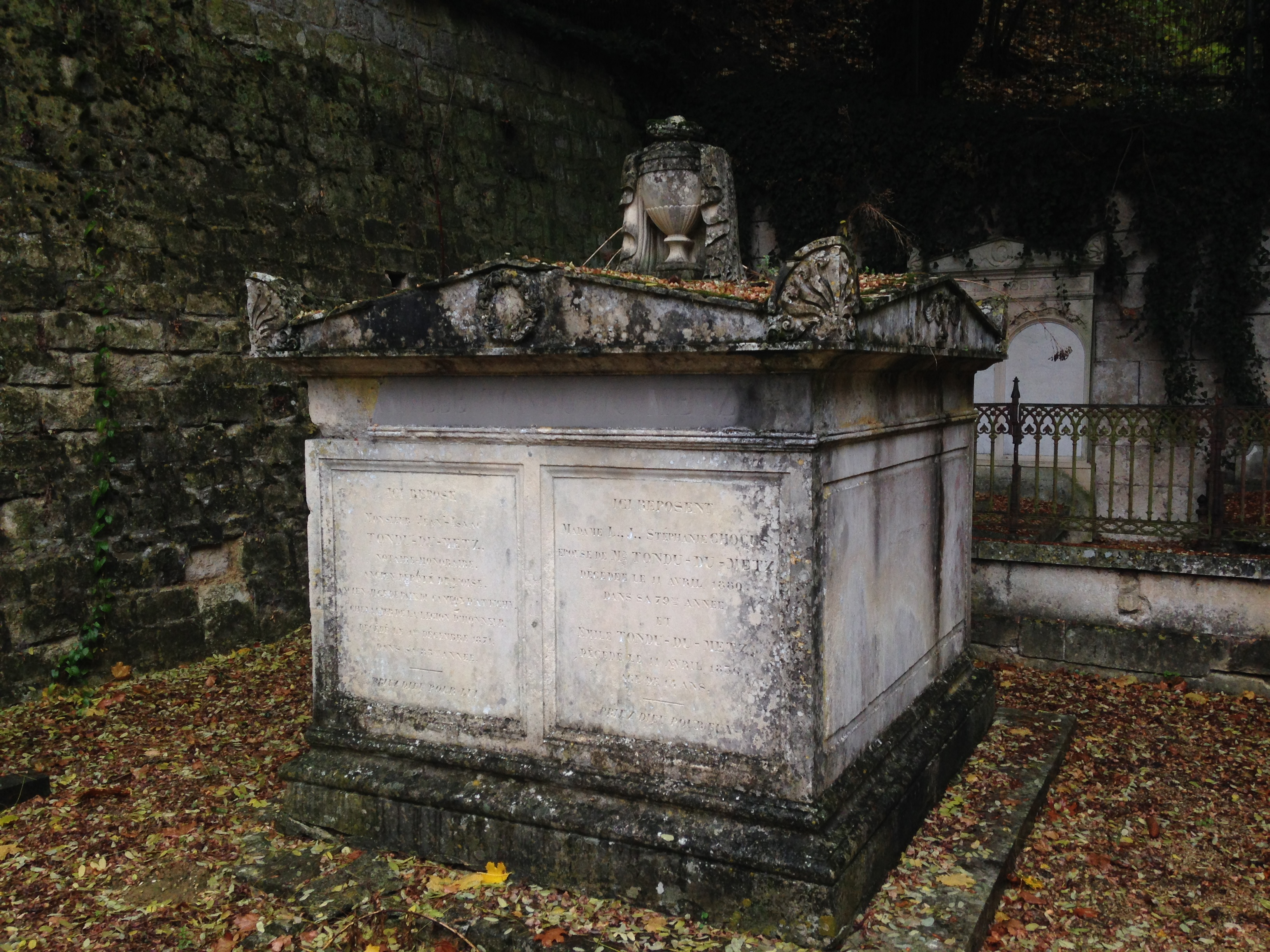
Le tombeau de Jean Isaac Tondu du Metz, maire d'Attichy en 1814-1815 et après 1830 et représentant du Peuple à l'Assemblée nationale de 1848.

- Louis Doni d'Attichy (1598-1664), prélat italo-français du XVIIe siècle, évêque, seigneur d'Attichy.
- Charles des Acres de l'Aigle (1875-1935), conseiller général du canton d'Attichy.
- Charles Loonen (1850-1913), industriel et voyageur français[pourquoi ?]
- Famille Pillet-Will : le comte Maurice Pillet-Will (1870-1952), maire de Saint-Crépin-aux-Bois, est à l'origine de la maison de retraite du même nom. L'exposé des services extraordinaires de son mémoire de proposition pour sa nomination dans l'ordre de la Légion d'honneur précise, notamment, qu'il a consacré des sommes importantes à des œuvres d'assistance pendant la Première Guerre mondiale, venant ainsi en aide aux familles de soldats, lors de la réoccupation de Noyon en 1917, et en s'occupant d'une cinquantaine d'enfants abandonnés en les hébergeant dans sa propriété.
- Jean-Bertrand Pégot-Ogier (1877-1915), peintre, graveur, illustrateur, photographe, écrivain et coureur cycliste français,  tué sur le front d'Attichy ou à Moulin-sous-Touvent le 2 octobre 1915, il reçoit un fragment d'obus en pleine tête. Il meurt à 37 ans, son carnet de croquis à la main.
- Jacques Fourcy (1906-1990), peintre français, membre de la Société des peintres de montagne[pourquoi ?].

### Attichy dans les arts et la culture
L'écrivain  limougeaud Laurent Bourdelas, dont une partie de la famille maternelle (Duquenne) habite à Attichy, a évoqué dans plusieurs de ses ouvrages, notamment Le Roi de la Vallée, ses séjours d'enfance et d'adolescence à Attichy.

### Héraldique
| Blason de Attichy | Blason  | De gueules aux trois haches d'armes d'argent, celle de senestre et celle de pointe contournées, au chef cousu écartelé d'azur à une abeille d'argent posée en fasce et de gueules plain. |
| Blason de Attichy | Détails | Le statut officiel du blason reste à déterminer. |

## Pour approfondir